# 米特亚·里比契奇
米特亚·里比契奇（1919年5月19日—2013年11月28日），斯洛文尼亚族，是南斯拉夫的党和国家领导人，南斯拉夫共产主义者联盟中央委员会主席团主席，南斯拉夫社会主义联邦共和国主席团副主席。

## 生平
1919年，出生于意大利第里雅斯特的作家（父）、教师（母）家庭。
1925年，全家迁居斯洛文尼亚卡尔尼奥拉地区。
1938年，就读卢布尔雅那大学法律系。
1941年，纳粹德国入侵南斯拉夫，加入斯洛文尼亚人民解放阵线。
1941年，入党，负责出版地下刊物。
1942年，参加游击队，开展反法西斯武装斗争，历任地委书记、旅政治委员、部队政治委员。
1944年，赴苏联接受培训。
1945年，回国，任职南斯拉夫国家安全部，负责军事情报工作。
1946年，任职南斯拉夫国家安全总局。
1951年，任斯洛文尼亚检察长。
1952年，任斯洛文尼亚内务部长。
1957年，任斯洛文尼亚执行委员会委员。
1964年，南共八大，为中央委员。
1966年，任南共中央执行委员会委员。
1969年，南共九大，为中央主席团委员。5月，任南斯拉夫社会主义联邦共和国总理。
1971年，任南斯拉夫社会主义联邦共和国联邦主席团委员。
1973年，任南斯拉夫社会主义联邦共和国联邦主席团副主席。
1974年，任斯洛文尼亚劳动人民社会主义联盟共和国会议主席。
1982年，南共十二大，复任南共联盟中央主席团委员。6月，任南共中央委员会主席团主席。
1983年，仍任南共中央主席团委员。
1986年，南共十三大，退居二线，任南斯拉夫联邦会议（元老院）成员。
2005年，被指控犯有“种族灭绝罪”并提起诉讼。
2013年，去世。